# Sabri Peqini
Sabri Peqini (ur. 15 grudnia 1926 w Belshu, zm. 13 marca 2021) – albański piłkarz i trener piłkarski, w latach 1950–1952 reprezentant Albanii, honorowy obywatel Elbasanu oraz Belshu.

## Życie prywatne
Syn Shahe i Haxhiego.